# Rendimento organico
In un motore a combustione interna si definisce rendimento organico ({\displaystyle \eta _{o}}) il rapporto tra la pressione media effettiva e la pressione media indicata:
```
                                         

  

    

      

        

          
η

          

            
o

          

        

        
=

        

          

            

              
p

              
m

              
e

            

            

              
p

              
m

              
i

            

          

        

      

    

    
{\displaystyle \eta _{o}={\frac {pme}{pmi}}}

  

```

Esso dà una misura delle perdite dovute a:
1. Attrito tra le cinematiche del manovellismo (pistone, perni di biella, perni di banco) e la parete del cilindro;
2. Forze d'inerzia degli organi in movimento (pistone);
3. Potenza spesa per trascinare eventuali organi ausiliari (pompa dell'olio, compressore meccanico, alternatore, ecc...)

Per semplicità si possono analizzare le tre perdite separatamente:

## Perdite per attrito
Assumendo {\displaystyle L_{w}'} il lavoro perso per attrito tra i cinematismi, si può in prima approssimazione assumere la seguente relazione:
```
                                  

  

    

      

        

          
L

          

            
w

          

          
′

        

        
=

        

          
K

          
′

        

        
⋅

        

          
p

          

            
m

            
a

            
x

          

        

        
⋅

        

          
V

          

            
c

            
i

            
l

          

        

        

        
[

        
J

        
]

      

    

    
{\displaystyle L_{w}'=K'\cdot p_{max}\cdot V_{cil}\quad [J]}

  

```

Con:
- {\displaystyle K'}, coefficiente dipendente da: coefficiente d'attrito, rapporto biella/manovella, forma del ciclo di lavoro;
- {\displaystyle p_{max}\quad [Pa]}, pressione massima all'interno della camera di combustione;
- {\displaystyle V_{cil}\quad [m^{3}]}, volume della camera di combustione.

## Perdite per forze d'inerzia
Assumendo {\displaystyle L_{w}''} il lavoro perso per le forze d'inerzia tra i cinematismi, si può in prima approssimazione assumere la seguente relazione:
```
                                  

  

    

      

        

          
L

          

            
w

          

          
″

        

        
=

        

          
K

          
″

        

        
⋅

        
m

        
⋅

        

          
u

          

            
2

          

        

        

        
[

        
J

        
]

      

    

    
{\displaystyle L_{w}''=K''\cdot m\cdot u^{2}\quad [J]}

  

```

Con:
- {\displaystyle K''} coefficiente simile al precedente;
- {\displaystyle m\quad [kg]} massa degli organi soggetti ad accelerazione;
- {\displaystyle u\quad [m\,s^{-1}]} velocità media del pistone al ciclo.

## Perdite dovute agli organi ausiliari
In prima approssimazione si può assumere che le perdite {\displaystyle L_{w}'''} per muovere gli organi ausiliari siano proporzionali alla cilindrata del motore:
```
                               

  

    

      

        

          
L

          

            
w

          

          
‴

        

        
=

        

          
K

          
‴

        

        
⋅

        

          
V

          

            
c

            
i

            
l

          

        

        

        
[

        
J

        
]

      

    

    
{\displaystyle L_{w}'''=K'''\cdot V_{cil}\quad [J]}

  

```

## Espressione finale
Tenuto conto delle considerazione di cui sopra, il rendimento organico può essere espresso come:
```

  

    

      

        

          
η

          

            
o

          

        

        
=

        
1

        
−

        

          

            

              

                
L

                

                  
w

                

                
′

              

              
+

              

                
L

                

                  
w

                

                
″

              

              
+

              

                
L

                

                  
w

                

                
‴

              

            

            

              
p

              
m

              
i

              
⋅

              

                
V

                

                  
c

                  
i

                  
l

                

              

            

          

        

        
=

        
1

        
−

        

          

            

              

                
K

                
′

              

              

              

                
p

                

                  
m

                  
a

                  
x

                

              

              
+

              

                
K

                
″

              

              
⋅

              

                

                  

                    
m

                    
⋅

                    

                      
u

                      

                        
2

                      

                    

                  

                  

                    
V

                    

                      
c

                      
i

                      
l

                    

                  

                

              

              
+

              

                
K

                
‴

              

            

            

              
p

              
m

              
i

            

          

        

      

    

    
{\displaystyle \eta _{o}=1-{\frac {L_{w}'+L_{w}''+L_{w}'''}{pmi\cdot V_{cil}}}=1-{\frac {K'\,p_{max}+K''\cdot {\frac {m\cdot u^{2}}{V_{cil}}}+K'''}{pmi}}}

  

```

## Fonti
- Giancarlo Ferrari, Motori a combustione interna, IL Capitello, 2008, ISBN 978-88-426-7022-3.